# Калохори
Калохори (грч. Καλοχώρι) је насељено место у општини Делта у периферији Средишња Македонија, Грчка. Према попису из 2021. године било је 4.626 становника.
Према македонском историчару Тодору Симовском, Гаскарка је било турско село које је страдало током Балканских ратова. Касније су насељене грчке избеглице из Источне Тракије и Бугарске, којих је 1920. било 238. После 1922. године насељена је 171 грчка избегличка породица из Турске и 54 из Бугарске. На попису из 1928. године било је 1.005 становника. Село се раније звало Гаскарка.